# Scybalicus
Scybalicus is een geslacht van kevers uit de familie van de loopkevers (Carabidae). De wetenschappelijke naam van het geslacht is voor het eerst geldig gepubliceerd in 1862 door Schaum.

## Soorten
Het geslacht Scybalicus omvat de volgende soorten:
- Scybalicus biroi Jedlicka, 1952
- Scybalicus kabylianus Reiche, 1862
- Scybalicus minoricensis J.Vives & E.Vives, 1994
- Scybalicus oblongiusculus (Dejean, 1829)